# Caiophora aconquijae
Caiophora aconquijae är en brännreveväxtart som beskrevs av Herman Otto Sleumer. Caiophora aconquijae ingår i släktet Caiophora och familjen brännreveväxter. Inga underarter finns listade i Catalogue of Life.